# Tomás de Iriarte
Tomás de Iriarte (18 de setembre de 1750, Puerto de la Cruz, Tenerife - Madrid, 17 de setembre de 1791) fou un poeta neoclàssic en castellà.

## Biografia
Els seus pares van ser Bernardo de Iriarte i Bárbara de les Nieves Hernández d'Oropesa, i li van donar disset germans. Es va traslladar a Madrid als 14 anys juntament amb el seu oncle Juan de Iriarte.

### Els seus estudis
Va estudiar sota la seva direcció les llengües grega i francesa i, sent ja coneixedor del llatí i estudiós de la literatura castellana, succeïa al seu oncle en el seu lloc d'oficial traductor de la primera Secretaria d'Estat, després de la mort d'aquest, el 1771. A partir d'aquest any fins al 1774 va ser, per Iriarte, els temps més fatigosos de la seva vida, ja que, a més de les tasques de la seva ocupació, l'arranjament de la biblioteca i papers del seu oncle, la traducció o composició dels nombrosos drames que va escriure, la traducció d'aquells apèndixs i altres petites obres (la major part poètiques) que escrivia per gust propi, com va ser un poemet llatí i castellà que va escriure amb motiu del naixement de l'infant Carles en 1777, va haver de cuidar de les tres edicions de la Gramàtica del seu oncle, que va reconèixer molt atentament, i de la recopilació i publicació dels dos toms d'obres soltes d'aquell literat, traduint molts dels epigrames que s'hi inclouen, algun dels poemes llatins i altres diversos assajos.

### Carrera literària
En la seva carrera literària es va iniciar com a traductor de teatre francès. Va traduir, a més, l'Art poètica d'Horaci. Tomás d'Iriarte va ser el primer dramaturg que va aconseguir trobar una fórmula que unia les exigències dels tractadistes del neoclassicisme literari amb els gustos del públic. El 1770 havia publicat la comèdia Fer que fem, comèdia de caràcter que retrata un «fatxenda», el perfecte atrafegat que mai fa res en realitat. La llibreria, escrita el 1780, no es va estrenar fins al 1798: es tracta d'una comèdia en un acte, amb una mica de sainet costumista però amb la peculiaritat d'estar escrita en prosa, gènere que no tornarà a repetir el seu autor en les obres següents, que segueixen el sistema de versificació típic de les comèdies, és a dir, romanç octosíl·lab amb una rima en cada acte. El 1788 va estrenar El senyoret acaronat. Iriarte va repetir la fórmula i l'èxit amb La senyoreta malcriada, escrita i publicada el 1788 i estrenada el 1791. Amb Guzmán el Bueno (1791) introdueix l'escena dramàtica unipersonal amb acompanyament d'orquestra, subgènere teatral creat per Jean Jacques Rousseau.
Com a traductor no el va acompanyar la fortuna, perquè va ser molt discutida la seva versió de l'Art poètica d'Horaci (1777), de la qual va escriure Manuel José Quintana: "El text està reproduït, la poesia no." Com satíric, va compondre l'opuscle en prosa Els literats en Quaresma (1773).
Però és més conegut per les seves Rondalles literàries (1782), editades com la «primera col·lecció de rondalles enterament originals» en el pròleg reivindica ser el primer espanyol a introduir el gènere, la qual cosa va motivar una llarga contesa amb el qual havia estat amic des de llarg temps, Félix María Samaniego, ja que aquest últim havia publicat la seva col·lecció de faules en 1781, fet conegut (més que segur) per Iriarte.
Iriarte va ser sobretot el prototip del cortesano dieciochesco, elegant, culte, cosmopolita i bon conversador; va fer a Madrid una intensa vida literària i social. Va ser un dels més assidus a la tertúlia de la fonda de Sant Sebastià, amic de Nicolás Fernández de Moratín i, sobretot, de José Cadalso. Amb aquest últim va mantenir una llarga correspondència.
La literatura no era l'únic art que Iriarte dominava. També va arribar a inclinar-se cap a l'àmbit musical, especialitzant-se a tocar el violí i la viola. Va ser també compositor de simfonies (avui perdudes) i de la música de Guzmán el Bueno. Com a conseqüència d'aquesta afició va escriure el seu poema didàctic La música (1779) en cinc cants de silves, traduït a diversos idiomes i elogiat pel mateix Pietro Metastasi.
Iriarte va morir de gota el 17 de setembre de l'any 1971 a Madrid.